# Rebelul (film din 1968)
Rebelul (în arabă المتمرد, transliterat: Al Mutamarid) este un film tunisian și al doilea lungmetraj al lui Omar Khlifi⁠(d). El este primul și unul dintre rarele filme istorice ale cinematografiei tunisiene, chiar dacă evenimentele pe care le prezintă nu au o legătură directă cu perioada de protectorat și cu mișcarea pentru independență. El a făcut obiectul a numeroase critici care i-au reproșat că nu a ținut cont de așteptările și speranțele publicului pentru care un film tunisian era atunci un mare eveniment și că interpretarea actriței egiptene Samira Ahmed a fost slabă.

## Rezumat
Acțiunea se petrece în sudul Tunisiei, cu câteva scene la Tunis, în anii 1860, într-o perioadă în care Tunisia se afla sub dominație otomană.
Oamenii beiului Tunisului confiscă vitele locuitorilor din Al-Mazareq și ucid un tată de familie în fața soției sale. Fiul celui ucis, Saleh, care era soldat în garda beiului, este anunțat de mama sa, Ouarda, care îl cheamă să vină în tabăra natală și îi cere să răzbune moartea tatălui său și a fratelui său. Aflând cele petrecute, Saleh dezertează și declanșează o serie de acțiuni îndrăznețe de jefuire a celor bogați și de pedepsire a vinovaților pentru moartea tatălui săi, ajungând să conducă o adevărată revoluție.
Beiul instituie o recompensă pentru prinderea lui, iar, în urma trădării unui apropiat, rebelul este capturat de gărzi în timpul unei nunți. Saleh evadează și se răzbună pe cel care l-a trădat. Este însă grav rănit și se prăbușește mort între mama sa și o tânără beduină pe care o iubea.

## Distribuție
- Samira Ahmed
- Taher Wahb
- Hattab Dhib⁠(d)
- Hassiba Roushdy
- El Taher Hawas
- Ramadan Shata
- Mohammad Bialasur
- Rachid Gara⁠(d)
- El Habib El Shaeriu
- Al Zahrat Fayiza
- Noureddine Kasbaoui

## Producție
Scenariul filmului a fost scris de Mohammad Al Marzouqi și Omar Al Khalifi, după ideea lui Marzouqi. Filmul a fost regizat de Omar Al Khalifi.

## Lansare
Filmul a fost lansat în Tunisia la 1 ianuarie 1968.

## Premii
- Premiu la Festivalul Internațional de Film de la Tașkent din 1974